# Жозеф Фурие
Жан Батист Жозеф Фурие (на френски: Jean Baptiste Joseph Fourier) е френски математик и физик. Известен е най-вече с изследванията си върху редовете на Фурие и техните приложения в задачи, свързани с топлообмена и вибрациите. Неговото име носят също преобразованието на Фурие и закона на Фурие. Смятан е и за откривател на парниковия ефект.

## Биография
Роден е на 21 март 1768 година в Оксер, провинция Бургундия, Франция, в семейството на шивач. Останал сирак на 8-годишна възраст, е изпратен да учи със съдействието на епископа на Оксер в бенвенисткия манастир „Свети Марко“. Поради произхода си от нисшите класи, Фурие не успява да постъпи в научния корпус на армията, но е приет във военни курсове по математика.
След завършването на образованието си Жозеф Фурие се посвещава на преподавателска работа в Оксер и дори има намерение да стане свещеник, но плановете му са променени от началото на Френската революция през 1789 година. Включва се активно в местния политически живот в Оксел като енергичен привърженик на революцията. През 1795 е назначен в парижкото висше учебно заведение Екол нормал, а след това получава катедра в основаното висше техническо училище Екол политекник.
Жозеф Фурие взема участие в кампанията в Египет на Наполеон Бонапарт през 1798 г. В продължение на три години до 1801 г. той взема активно участие в изследването на египетските археологически находки, дава съвети по технически и дипломатически въпроси и служи като губернатор на Долен Египет и секретар на основания от французите Египетски институт в Кайро. След като французите са откъснати от Франция поради рейдовете на британския флот в Средиземно море, Фурие организира в Египет работилници, които снабдяват френската армия с муниции. Той публикува и няколко работи в областта на математиката, издадени от Египетския институт. През 1799 година оглавява една от научните експедиции по долината на Нил.
След поредица от британски победи и капитулацията на французите в Египет през 1801 година, Фурие се връща във Франция, където е натоварен с публикуването на огромното количество материали от Египет. В резултат излиза многотомното академично издание Description de l’Égypte, към което той пише дълъг исторически предговор за древната египетска цивилизация.
През 1802 г. е назначен за префект на департамента Изер, като седалището му е в Гренобъл. Докато изпълнява тази длъжност, провежда своите най-важни експерименти, свързани с топлообмена. През този период участва и в пресушаване на блатата в Бургундия. През 1806 година Наполеон го изпраща в Гренобълския университет и той освобождава катедрата си в Екол политекник, която е заета от Симеон Дени Поасон.
След реставрацията на Бурбоните през 1814 година Жозеф Фурие е отстранен от всичките си постове и през 1816 се премества в Англия. Малко по-късно той се връща във Франция и през 1817 кралят е принуден да одобри избора му във Френската академия на науките, на която Фурие е постоянен секретар от 1822 до края на живота си.
Жозеф Фурие умира 16 май 1830 година в Париж при нещастен случай. Той смята, че е полезно за здравето тялото да стои увито в одеяла и в това състояние се спъва и пада по стълбите в дома си. Погребан е в парижкото гробище Пер Лашез, а надгробният му паметник включва египетски мотиви, отразяващи дейността му като секретар на Египетския институт.

## Научни приноси
Основните научни работи на Фурие са в областта на теорията на топлината и на частните диференциални уравнения. Най-значителното му математическо постижение е неговата трактовка на понятието функция. Той извежда уравнението на топлопроводността и развива методите за неговото интегриране при различни гранични условия, с което поставя основите на математическата физика. Фурие за пръв път използва съвременното означение за определен интеграл.
Фурие става известен най-вече с книгата си „Аналитична теория на топлината“ (Theorie analitique de la chaleur). Разработва представянето на функции във вид на тригонометрични редове (редове на Фурие). Доказва своята знаменита теорема за броя на реалните корени на алгебрично уравнение в даден интервал. Разработва теорията на алгебричните уравнения и численото им решаване.
Публикува много научни работи по математическа статистика. В областта на динамиката изследва принципа на виртуалната работа. Написва много статии по теория на вероятностите. Има основополагащ принос в египтологията.

## Отличия
- 1804 – става рицар, а по-късно и офицер на ордена на Почетния легион;
- 1809 – получава титлата барон на Империята;
- 1817 – член на Френската академия на науките;
- 1822 – постоянен секретар на Френската академия на науките;
- 1826 – член на Френската академия;
- 1829 – почетен член на Петербургската академия на науките;
- 1829 – чуждестранен член на Кралското дружество в Лондон;
- 1830 – чуждестранен член на Кралската шведска академия на науките.

## Памет
Неговото име носят:
- Ред на Фурие;
- Преобразование на Фурие;
- Закон на Фурие;
- Критерий на Фурие;

- Университет „Жозеф Фурие“ в Гренобъл;

- Едно от 72-те имена на видни учени и инженери, изписани на Айфеловата кула (13-о от североизточната страна).